# 辻井栄滋
辻井 栄滋（つじい えいじ、1944年6月21日 - ）は、日本のアメリカ文学者、翻訳家。立命館大学名誉教授。

## 略歴
京都府生まれ。立命館大学英文科を卒業し、立命館大学教養部助教授、経済学部教授となる。2009年に退任し、名誉教授となる。
日本ジャック・ロンドン協会会長、2004年センテナリー・カレッジ・オブ・ルイジアナ名誉博士を務めている。1986年には米国カリフォルニア州ジャック・ロンドン財団よりジャック・ロンドン・マン・オブ・ザ・イヤー賞を授与された。

## 著書
- 『地球的作家ジャック・ロンドンを読み解く 大自然と人間 - 太古・現在・未来』（丹精社） 2001
- 『二十世紀最大のロングセラー作家 ジャック・ロンドンって何者?』（丹精社） 2005
- 『ジャック・ロンドン カリフォルニア紀行』（明文書房） 2008
- 『翻訳こぼれ話 ジャック・ロンドンとともに』（明文書房） 2015

## 監修・編
- 『ジャック・ロンドン讃歌』（明文書房） 2009
- 『ジャック・ロンドン百年の時を超えて』（明文書房） 2015

## 翻訳
- 『ジャック・ロンドン 大予言』（晶文社） 1983
- 『どん底の人びと』（ジャック・ロンドン、社会思想社、現代教養文庫） 1985
- 『ジャック・ロンドン 自伝的物語』（晶文社） 1986
- 『ジョン・バーリコーン 酒と冒険の自伝的物語』（ジャック・ロンドン、社会思想社、現代教養文庫） 1986
- 『試合 ボクシング小説集』（ジャック・ロンドン、社会思想社、現代教養文庫） 1987
- 『地球を駆けぬけたカリフォルニア作家 写真版ジャック・ロンドンの生涯』（ラス・キングマン、本の友社） 1989、のち改訂 2004
- 『アメリカ浮浪記』（ジャック・ロンドン、新樹社） 1992
- 『太古の呼び声』（ジャック・ロンドン、平凡社） 1994
- 『赤死病』（ジャック・ロンドン、新樹社） 1995、のち新版 2010、のち白水Uブックス 2020
- 『極北の地にて』（ジャック・ロンドン、大矢健共訳、新樹社） 1996
- 『アメリカ残酷物語』（ジャック・ロンドン、森孝晴共訳、新樹社） 1999
- 『野性の呼び声』（ジャック・ロンドン、社会思想社、現代教養文庫、動物小説集） 2001
- 『白牙』（ジャック・ロンドン、社会思想社、現代教養文庫、動物小説集） 2002
- 『ジャック・ロンドン選集 決定版』全6巻（ジャック・ロンドン、本の友社） 2005 - 2006
1) 野性の呼び声 / どん底の人々
2) ボクシング小説集 / 白牙
3) 太古の呼び声 / アメリカ浮浪記
4) マーティン・イーデン
5) ジョン・バーリコーン / 赤死病 / エッセイ
6) 短篇集
- 『ジャック・ロンドン 多人種もの傑作短篇選』（ジャック・ロンドン、芳川敏博共訳、明文書房） 2011
- 『ジャック・ロンドン 奇想天外傑作選』（ジャック・ロンドン、芳川敏博共訳、明文書房） 2013
- 『ジャック・ロンドン 名論卓説集 - ノンフィクションから見えてくるもの』（ジャック・ロンドン、森孝晴, 芳川敏博共訳、明文書房） 2014
- 『ハイノルドのファースト＆ラスト・チャンス酒場』（オーサ・ドナー・ウェアリン、明文書房） 2016
- 『マーティン・イーデン』（ジャック・ロンドン、白水社） 2018、のち白水Uブックス 2022

## 論文
- 辻井栄滋